# Lake Worth (Teksas)
Lake Worth je grad u američkoj saveznoj državi Teksas. Prema popisu stanovništva iz 2010. u njemu je živjelo 4.584 stanovnika.